# Josep Tarcaniota
Josep Tarcaniota (grec: Ιωσήφ Ταρχανειώτης, Iossif Tarkhaniotis) fou un general romà d'Orient conegut sobretot per la seva absència de la batalla de Mantziciert, un fet d'armes decisiu esdevingut el 1071.
Josep, un general veterà, era el sotscomandant de les operacions romanes a Mantziciert i menava entre 30.000 i 40.000 soldats. La seva porció de l'exèrcit fou destacada a prendre la ciutat propera de Cliat abans de la batalla principal. Per algun motiu desconegut, els romans no arribaren a capturar Cliat. La desaparició de Tarcaniota en aquesta campanya —sia per traïdoria, malcontentament o perquè fos derrotat en algun enfrontament— tingué un impacte greu sobre la capacitat de combat de Romà IV Diògenes (r. 1068-1071) a Mantziciert. Les tropes que conduïa Tarcaniota foren vençudes (segons les fonts seljúcides) o eliminades per algun factor desconegut (les fonts romanes no en diuen res), però ell mateix en sortí amb vida.
Morí el 1074, quan era dux d'Antioquia, i fou succeït pel seu fill Catacaló Tarcaniota.